# Surrey-Centre (ancienne circonscription fédérale)
Pour les articles homonymes, voir Surrey.
Surrey-Centre est une ancienne circonscription électorale fédérale de la Colombie-Britannique, représentée de 1997 à 2004.
La circonscription de Surrey-Centre est créée en 1996 d'une partie de Surrey—White Rock—South Langley. Abolie en 2003, elle est redistribuée parmi Fleetwood—Port Kells, Newton—Delta-Nord, Surrey-Sud—White Rock—Cloverdale et Surrey-Nord.

## Géographie
En 1996, la circonscription de Surrey-Centre comprenait:
- Une partie de la ville de Vancouver comprise dans l'île de Barnston
- Une partie de la municipalité de Surrey, délimitée par la 88e avenue, 152e rue, la Route transcanadienne, la 176e rue, la 104e avenue, la voie ferrée de la British Columbia Hydro, la rivière Serpentine et la baie Mud

## Député
1. 1997-2004 — Gurmant Grewal, PR/AC & PCC

- AC = Alliance canadienne
- PCC = Parti conservateur du Canada
- PR = Parti réformiste du Canada